# Житије Петра и Февроније
Житије Петра и Февроније је дјело старе руске књижевности које је настајало средином 15. и 16. вијека. 
Петар и Февронија су историјске личности које су преминуле 1228. године. Били су муромски кнез и кнегиња, и то је једино што се поуздано зна. Причу о њиховом животу је непознати аутор градио на основу личне маште и народног предања. Фолклорна прича је настала средином 15. вијека, а касније је након канонизације ликова 1547. године на црквеног сабору, добила своје хагиографске елементе и стекла велику популарност. 
У причи су присутни и интернационални фолклорни, "лутајући" мотиви, попут појаве змаја, мудрости обичне сеоске дјевојке и њене удаје за кнеза. Прича о отпору тадашњих бољара да прихвате недостојну дјевојку за своју кнегињу је сигурно инспирисана стварним догађајима, али аутор то ублажава приказујући је као добру и мудру, а бољаре као самовољне и жедне власти па се претпоставља да су ти дијелови предања настали инспирисани временом Ивана Грозног.
У Руској православној цркви се житије преноси без фолклорних и бајковитих елемената и више је усмјерено на светост главних ликова, док се у староруској књижевности ово води као Прича о Петру и Февронији са елементима бајке, и темељи се на народном предању. 

## Радња Приче о Петру и Февронији
У земљи Русији, граду Мурому, владао је кнез Павле који је гајио мржњу према људима и сваком добру, па се тако у одаје његове жене усели блудни змај који ју је мучио. Змај је узимао обличје кнеза па га ни слуге ни било ко други није препознавао. Она се пожали мужу на мучење ове звијери, а он пошто није знао како да савлада змаја, даде жени савјет да га пита, кад је већ толико вјешт и зна све, како ће умријети. Кнегиња га послуша и доби одговор од змаја да ће умријети од "Петрове деснице, од Агрикове сабље".
Петар бјеше кнежев млађи брат и кад чу да је он тај који ће убити змаја поче тражити Агрикову сабљу. Приликом редовне молитве у цркви изван града, приђе му црквени момак који му понуди да му покаже Агрикову сабљу. Кнез Петар узе сабљу и упути се према двору да убије змаја. Нађе змаја у ложници своје снахе и уби га, али змајева крв га попрска и он од ње доби тешке ране и красте по тијелу. 
Чувши да у Рјазањском крају постоји много добрих љекара, Петар се упути тамо са свитом, али због тешких рана није могао даље путовати па разасла своје војнике по селима да их траже. Један од војника, дође у село Ласково и уђе у једну од кућа, гдје затече дјевојку за натром како тка. Дјевојка му на питања одговараше у загонеткама а момак закључи да је јако мудра. Она му рече да се зове Февронија, и да ће му излијечити кнеза, али под условом да се кнез ожени њоме. Војник тако и пренесе свом господару. 
Петар није узео за озбиљно њене ријече, (јер како он кнез да се ожени ћерком једног сакупљача меда?), али одлучи да искуша дјевојку и њене љекарске вјештине. Она му посла квасац којим ће намазати красте након купања, али заповједи да једну остави ненамазану. Кнез Петар учини тако. Одлучи да провјери колико је Февронија стварно мудра па јој посла преко слугу мали комад лана и заповједи да му од тога сашије кошуљу, гаће и пешкир док он буде у купатилу. Мудра Февронија посла слугу назад са цјепаницом од једног педља да јој кнез од тога направи натру којом ће сашити оно што је тражио. Петар схвати њену поруку да се од тако мало платна не може сашити ништа, као што се ни од цјепанице не може направити натра и задиви се том одговору. Све намазане ране зацијелише, али он је ипак не узе за жену због њеног ниског поријекла, већ јој посла поклоне које она одби. 
Недуго затим, она једна ненамазана рана се прошири и на остале, и Петар опет затражи помоћ од Февроније. Услов је опет био исти, и Петар је узе за жену. Тако Февронија постаде кнегиња. 
Убрзо након тога, кнез Павле са почетка приче, напусти овоземаљски живот и наслиједи га Петар. Бољари, на наговор својих жена се побунише против Февроније због њеног ниског рода. Нисмо могли допустити да њиховим женама господарица буде ћерка сакупљача меда. Бољари су хтјели Петра за кнеза, али не и Февронију за кнегињу и зато су га наговарали да је отјера. Петар је био побожан и држао се ријечи јеванђелисте Матеја: "Отјера ли неко жену своју која није скривила прељубом и другом се ожени, он сам прељубу чини." Одлучи да ће се придржавати Божијих заповједи и напусти Муром са својом Февронијом. Февронија га је тјешила ријечима да је Бог милостив и да их неће напустити. Убрзо дођоше муромске велможе да их траже, јер је настала велика борба за власт и сви учесници изгибоше. Све велможе се покорише и Петру и Февронији и они се вратише свом граду. 
Владали су праведно, вољели су и помагали своје поданике, нису се гордили нити узимали од народа, него су се спремали за вјечни живот. Када им се приближио судњи час, они се замонашише и умолише Бога да умру у исти дан. Обоје предадоше своје душе Богу мјесеца јуна, 25.дан. 
Њихови поданици их сахранише одвојено јер "није лијепо свеце у монашком лику у исти гроб сахранити." Међутим, одмах сутрадан се деси чудо и њихови гробови се испразнише и тијела се нађоше у заједничком гробу, гдје су и хтјели да почивају. Људи их опет раздвојише, али се они опет вратише у заједнички гроб. Послије тога их више нису смјели дирати.